# Società Sportiva Lazio Nuoto 2016-2017

## Rosa
| N° |                   | Ruolo | Giocatore          |
| -- | ----------------- | ----- | ------------------ |
|    | Italia (bandiera) | P     | Vincenzo Correggia |
|    | Italia (bandiera) | P     | William Washburn   |
|    | Italia (bandiera) | D     | Alessandro Mele    |
|    | Italia (bandiera) | D     | Daniele Giorgi     |
|    | Italia (bandiera) | CV    | Raffaele Maddaluno |
|    | Italia (bandiera) | CV    | Alessandro Vitale  |
|    | Italia (bandiera) | A     | Federico Colosimo  |
|    | Italia (bandiera) | A     | Luca Di Rocco      |

| N° |                   | Ruolo | Giocatore           |
| -- | ----------------- | ----- | ------------------- |
|    | Italia (bandiera) | A     | Andrea Narciso      |
|    | Italia (bandiera) | A     | Andrea Tulli        |
|    | Italia (bandiera) | A     | William De Vena     |
|    | Italia (bandiera) | A     | Giacomo Cannella    |
|    | Italia (bandiera) | A     | Fabrizio Piacentini |
|    | Italia (bandiera) | A     | Luigi Marini        |
|    | Italia (bandiera) | CB    | Matteo Leporale     |
|    | Italia (bandiera) | CB    | Giorgio Ambrosini   |

| Allenatore: | Massimo Tafuro |

## Mercato
| Acquisti | Acquisti           | Acquisti     | Acquisti |
| R.       | Nome               | da           |          |
| -------- | ------------------ | ------------ | -------- |
| P        | Vincenzo Correggia | RN Latina    |          |
| P        | William Washburn   | Roma Nuoto   |          |
| CV       | Alessandro Vitale  | RN Latina    |          |
| A        | Andrea Tulli       | Olympic Roma |          |

| Cessioni | Cessioni               | Cessioni              | Cessioni |
| R.       | Nome                   | a                     |          |
| -------- | ---------------------- | --------------------- | -------- |
| P        | Zdravko Radić          | fine rapporto         |          |
| P        | Lorenzo Vespa          | Rari Nantes Frosinone |          |
| D        | Felipe Santos da Costa | fine rapporto         |          |
| CB       | Federico Lapenna       | Acquachiara           |          |